# 30. maj
30. maj je 150. dan leta (151. v prestopnih letih) v gregorijanskem koledarju. Ostaja še 215 dni.

## Dogodki
- 1416 – Hieronim Praški zažgan na grmadi
- 1431 – Ivana Orleanska zažgana na grmadi
- 1539 – Hernando de Soto se izkrca v zalivu Tampa na Floridi
- 1574 – Henrik III. postane francoski kralj
- 1635 – podpisan praški mir, ki prinese le kratkotrajno premirje v tridesetletni vojni
- 1814 – s pariškim sporazumom se Franciji povrnejo meje pred letom 1792, Napoleon izgnan na Elbo
- 1876 – odstavljen sultan Abd-ul-Aziz, nasledi ga Murat V.
- 1913 – z Londonskim sporazumom se konča prva balkanska vojna, Albanija postane neodvisna država
- 1917 – predsednik Jugoslovanskega kluba v avstro-ogrskem parlamentu, Anton Korošec, prebere Majniško deklaracijo, ki se zavzame za južnoslovansko enoto v okviru habsburške monarhije
- 1941 – Nemčija zasede Kreto
- 1942 – britanski bombniki bombardirajo Köln
- 1944 –  Patrulja Gradnikove brigade (Oton Vrhunec, Srečko Perhavec, Miro Pavlin, Martin Škantar) se kot prva iz partizanske vojske povzpne na Triglav in tam izobesi slovensko zastavo.
- 1945 – na pritisk Združenega kraljestva se Francija neha upirati sirski vstaji
- 1962 – ob obnovitvi katedrale v Coventryju premierno izvedejo Brittnov Vojni rekvijem
- 1967 – Biafra razglasi odcepitev od Nigerije
- 1971 – izstrelijo medplanetarno vesoljsko sondo Mariner 9 proti Marsu
- 1972 – pripadniki Japonske rdeče armade izvedejo teroristični napad na telavivsko letališče Lod Airport in ubijejo 24 ljudi
- 1982 – Španija pristopi v zvezo NATO
- 1989 – protestniki na pekinškem Trgu nebeškega miru postavijo 11-metrski kip »Boginje demokracije«
- 1998 – potres v severnem Afganistanu zahteva približno 5.000 žrtev

## Rojstva
- 1010 – cesar Renzong, dinastija Song († 1063)
- 1201 – Teobald IV., francoski plemič, šampanjski grof, navarski kralj  († 1253)
- 1220 – Aleksander Nevski, novgorodski knez, vladimirski veliki knez in pravoslavni svetnik († 1263)
- 1423 – Georg Aunpekh von Peurbach, avstrijski matematik, astronom († 1461)
- 1814
  - Mihail Aleksandrovič Bakunin, ruski anarhist (po julijanskem koledarju rojen 18. maja)
  - Eugène Charles Catalan, belgijski matematik (†1894)
- 1862 – Anton Ažbe, slovenski slikar († 1905)
- 1875 – Giovanni Gentile, italijanski fašist in filozof († 1944)
- 1876 – Vladimir Nazor, hrvaški pesnik, pisatelj, politik († 1949)
- 1896 – Howard Hawks, ameriški filmski režiser († 1977)
- 1900 – Carlos Raúl Villanueva, venezuelski arhitekt († 1975)
- 1902 – Stepin Fetchit, ameriški komik, filmski igralec († 1985)
- 1908 – Hannes Olof Gösta Alfvén, švedski elektroinženir, astrofizik, nobelovec 1970 († 1995)
- 1909 – Benny Goodman, ameriški jazzovski glasbenik († 1986)
- 1920 – Franklin James Schaffner, ameriški filmski režiser († 1989)
- 1921 – Jamie Uys, južnoafriški filmski režiser († 1996)
- 1934 – Aleksej Arhipovič Leonov, ruski kozmonavt
- 1937 – George Zweig, ameriški fizik
- 1941 – James Rachels, ameriški filozof († 2003)
- 1946 – Dragan Džajić, srbski nogometaš
- 1953 – Colm Meaney, irski filmski igralec
- 1980 – Steven Gerrard, angleški nogometaš

## Smrti
- 1159 – Vladislav II. Pregnanec, vojvoda Šlezije, veliki vojvoda Poljske (* 1105)
- 1252 – Ferdinand III., kastiljski kralj (* 1198)
- 1330 – Knut Porse, danski plemič, vojvoda Hallanda in Estonije
- 1416 – Hieronim Praški, češki teolog in reformator (* 1379)
- 1422 – Tedžun, korejski kralj iz dinastije Čoson (Joseon) (* 1367)
- 1431 – Ivana Orleanska, francoska junakinja, svetnica (* 1412)
- 1593 – Christopher Marlowe, angleški dramatik, pesnik, prevajalec (* 1564)
- 1594 – Bálint Balassi, madžarski pesnik (* 1554)
- 1640 – Peter Paul Rubens, belgijski (flamski) slikar (* 1577)
- 1744 – Alexander Pope, angleški pesnik, pisatelj (* 1688)
- 1770 – François Boucher, francoski slikar, graver, oblikovalec (* 1703)
- 1778 – François-Marie Arouet - Voltaire, francoski pisatelj, filozof (* 1694)
- 1801 – John Millar, škotski pravnik, zgodovinar in filozof (* 1735)
- 1861 – Mihail Dmitrijevič Gorčakov, ruski topniški general  (* 1793)
- 1885 – Matej Tomc, slovenski podobar in rezbar (* 1814)
- 1918 – Georgij Valentinovič Plehanov, ruski filozof, marksist (* 1856)
- 1925 – Arthur Moeller van den Bruck, nemški kulturni kritik (* 1876)
- 1927 – Leopold Turšič, slovenski duhovnik in pesnik (* 1883)
- 1960 – Boris Leonidovič Pasternak, ruski pisatelj, pesnik, nobelovec 1958 (* 1890)
- 1961 – Rafael Leónidas Trujillo Molina, dominikanski diktator (* 1891)
- 1964 – Leó Szilárd, madžarsko-ameriški fizik (* 1898)
- 1992 – Antoni Zygmund, poljsko-ameriški matematik (* 1900)
- 2006 – Metod Trobec, slovenski morilec (* 1948)
- 2006 – Boštjan Hladnik, slovenski filmski režiser (* 1929)
- 2022 – Boris Pahor, slovenski pisatelj (*1913)